# Special Olympics World Summer Games 2011
Die Special Olympics World Summer Games 2011 sind die 13. internationalen Sommerspiele der Special Olympics und fanden vom 25. Juni bis zum 4. Juli 2011 in Athen statt. Motto der Veranstaltung war „Ich bin dabei“ (Είμαι μέσα). Es nahmen ungefähr 7500 Athletinnen und Athleten aus 172 Nationen an den Wettkämpfen in 22 Sportarten teil.

## Durchführung
2007 wurde Athen durch das Internationale Special Olympics Komitee zum Austragungsort der Special Olympics 2011 gewählt.
An den Spielen nahmen neben den Sportlerinnen und Sportlern auch 2500 Trainerinnen und Trainer teil, außerdem wurde die Organisation von 25.000 Freiwilligen und 40.000 Familienangehörigen unterstützt. Vier Tage vor der Eröffnung  fand das Host Town Programm statt, in dem 40 griechische Städte und Inseln Delegationen aus den teilnehmenden Nationen empfing. Die deutsche Delegation reiste dafür nach Korfu. Ziel dieses Programms war, ein Netzwerk aufzubauen, die besuchenden Delegationen in Griechenland einzugewöhnen, sie mit den griechischen Traditionen vertraut zu machen und in der Öffentlichkeit Interesse an den Special Olympics zu wecken sowie sie für Menschen mit geistiger Einschränkung zu sensibilisieren.
Maskottchen der Spiele war Apollon (Απόλλων), eine Sonne mit Gesicht, Füßen und Händen, die nach dem Sonnengott der griechischen Mythologie benannt wurde.

### Veranstaltungsstätten
Die Special Olympics Sommerspiele fanden an 18 verschiedenen Veranstaltungsorten in Athen, Markopoulo Mesogeas und Schinias statt, die teilweise auch für die Olympischen Sommerspiele 2004 genutzt wurden:
- Agios Kosmas Sportzentrum
- Apilion Panionios Fußball Training Zentrum
- Blanos Sportpark Spata
- Elliniko Olympic Fencing and Indoor Hall
- Elliniko Olympic Hockey Centre
- Elliniko Olympic Softball Stadion
- Glyfada Golfplatz
- Markopoulo Olympic Equestrian Centre
- OAKA Olympic Indoor Hall
- OAKA Wassersportzentrum
- Olympiastadion Athen
- Olympisches Tenniszentrum
- Olympisches Velodrom Athen
- Panathinaiko-Stadion
- Sailing Academy Schinias
- Schinias Olympic Rowing and Canoeing Centre
- Stadion des Friedens und der Freundschaft
- The American College of Greece DEREE Gymnastikhalle

### Sportarten
Die Athletinnen und Athleten nahmen an 22 Sportarten teil:
- Badminton (Special Olympics)
- Basketball (Special Olympics)
- Beachvolleyball
- Boccia (Special Olympics)
- Bowling (Special Olympics)
- Fußball (Special Olympics)
- Golf (Special Olympics)
- Turnen (Special Olympics)
- Handball (Special Olympics)
- ID-Judo
- Kanusport (Special Olympics)
- Kraftdreikampf (Special Olympics)
- Leichtathletik (Special Olympics)
- Radsport (Special Olympics)
- Reiten (Special Olympics)
- Roller Skating (Special Olympics)
- Schwimmen (Special Olympics)
- Segeln (Special Olympics)
- Softball
- Tennis (Special Olympics)
- Tischtennis (Special Olympics)
- Volleyball (Special Olympics)

### Nationen
Bei den Special Olympics World Summer Games 2011 waren 172 Nationen vertreten. Die deutsche Delegation bestand aus 235 Personen, darunter 163 Athletinnen und Athleten sowie 57 Trainern. Sie gewannen 140 Medaillen (61 Goldmedaillen, 39 Silbermedaillen und 40 Bronzemedaillen) in 18 Sportarten.

### Zeremonien

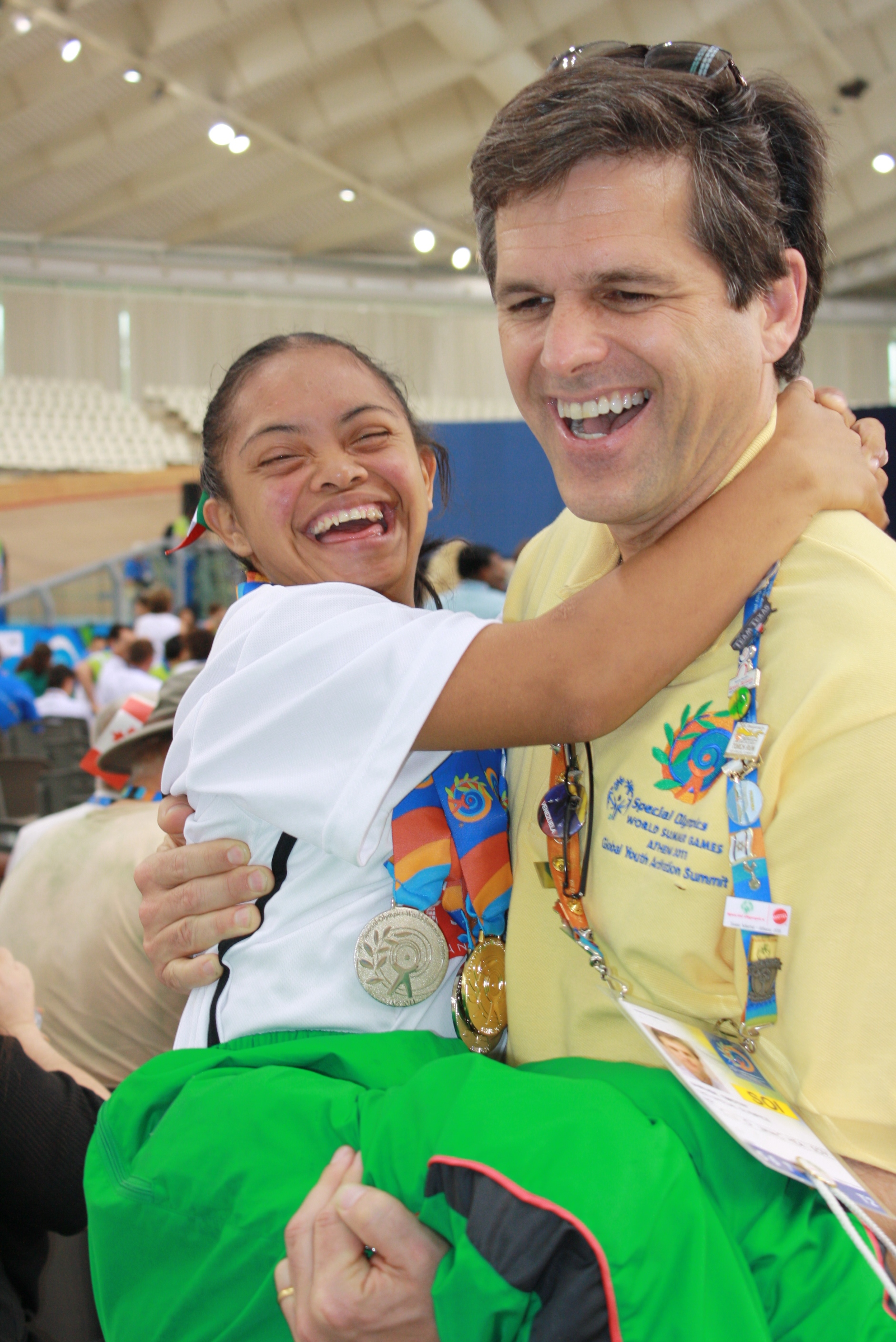
Timothy Shriver mit der mexikanischen Athletin Garciela bei den Special Olympics World Summer Games 2011

Am 25. Juni 2011 wurden die Special Olympics Sommerspiele im Athener Panathinaiko-Stadion mit einer großen Veranstaltung feierlich eröffnet. Ehrengast war der griechische Staatspräsident Karolos Papoulias. Der Präsident der Special Olympics Dr. Timothy Shriver und die griechische Präsidentin der Special Olympics Hellas Gianna Despotopoulou eröffneten die Spiele. Außer dem Einzug der Nationen gab es ein reichhaltiges Programm mit Musik- und Tanzdarbietungen. Der Feier wohnten zahlreiche Prominente bei, unter anderem der amerikanische Sänger Stevie Wonder.
Die Schlussfeier der Spiele am 4. Juli fand ebenfalls im Panathinaiko-Stadion statt.
Aus Anlass der Special Olympics World Summer Games 2011 gab Griechenland am 23. März 2011 eine 2-Euro-Sondermünze heraus. Sie zeigt das Logo der Spiele, eine in einem Lorbeerzweig endende Spirale mit einem Menschen in der Mitte und der Sonne im Hintergrund.

## Stellenwert
Die Sportstätten wiesen ein hohes technisches Niveau auf, was Respekt vor dem Einsatz der Athleten zeigte.
Bei den vorausgehenden Special Olympics World Summer Games 2007 in Shanghai hatte die chinesische Staatspolitik das Großereignis sehr stark unterstützt. Daher lagen sowohl die Zuschauerzahlen als auch die Fernsehpräsenz deutlich über den Zahlen, die bei den nachfolgenden Special Olympics World Summer Games 2011 in Athen erreicht wurden. Einen deutlichen politischen Impuls für den Sport von Menschen mit geistiger Beeinträchtigung in ganz Griechenland wie zuvor in China gab es nicht.